# Revolution (1985)
Revolution is een Noors-Britse historische dramafilm uit 1985 met in de hoofdrol Al Pacino. 

## Plot
Tom Dobb gaat met tegenzin het leger in als hij hoort dat zijn zoon is opgeroepen voor de Amerikaanse Onafhankelijkheidsoorlog.

## Ontvangst
De recensies voor de film waren erg slecht en maar 358.574 dollar van het 25 miljoen dollar grote budget werd terug verdiend.
De film werd genomineerd voor vier Razzies, maar won er geen.
Doordat deze film zo slecht werd ontvangen stopte Pacino vier jaar lang met acteren.

## Rolverdeling
| Acteur            | Personage        |
| ----------------- | ---------------- |
| Al Pacino         | Tom Dobb         |
| Donald Sutherland | Sgt. Maj. Peasy  |
| Nastassja Kinski  | Daisy McConnahay |
| Dexter Fletcher   | Ned Dobb         |
| Sid Owen          | Young Ned Dobb   |
| Joan Plowright    | Mrs. McConnahay  |
| Dave King         | Mr. McConnahay   |
| Steven Berkoff    | Sgt. Jones       |
| John Wells        | Corty            |
| Annie Lennox      | Liberty Woman    |
| Richard O'Brien   | Lord Hampton     |
| Paul Brooke       | Lord Darling     |
| Frank Windsor     | Gen. Washington  |
| Jesse Birdsall    | Cpl./Sgt. Peasy  |
| Graham Greene     | Ongwata          |
| Robbie Coltrane   | New York Burgher |